# Keeranur (Pudukkottai)
Keeranur es una ciudad y nagar Panchayat situada en el distrito de Pudukkottai en el estado de Tamil Nadu (India). Su población es de 11667 habitantes (2011). Se encuentra a 25 km de Pudukkottai y a 40 km de Thanjavur.

## Demografía
Según el censo de 2011 la población de Keeranur era de 11667 habitantes, de los cuales 5829 eran hombres y 5838 eran mujeres. Keeranur tiene una tasa media de alfabetización del 88,57%, superior a la media estatal del 80,09%: la alfabetización masculina es del 93,71%, y la alfabetización femenina del 83,53%.